# El-Fasher (distrito)

Localização do distrito

El-Fasher (em árabe: الفاشر; romaniz.: al-Faxir ou El Faxer) é um dos cinco distritos do estado de Darfur do Norte, no Sudão. É neste distrito que se situa a capital do estado, El-Fasher.